# Геймдалль
Геймдалль (давньоскан. Heimdallr) — в германо-скандинавській міфології бог з роду асів, охоронець богів та світового дерева Іггдрасілль, син Одіна та дев'яти різних матерів. «Ясновельможний з асів», «що передбачає майбутнє подібно ванам». Як охоронець богів він охороняє міст-веселку Біфрост на кордоні Асгарду та Мідгарду від велетнів-йотунів. На його поясі висить золотий ріг — Ґ'ялларгорн, йому належить кінь з золотою гривою Гулльтопр. Його будинок — Гімінбьорг («небесні гори»), згідно з «Молодшою Еддою» розташовується поблизу моста Біфрост, що з'єднує небо із землею.
Він бачить як вдень, так й вночі на відстань ста миль і чує, як падає листя, як росте трава в полі та вовна на вівцях. Він є надійним охоронцем, оскільки зовсім не потребує сну. За дорученням богів Геймдалль сурмить у Ґ'ялларгорн коли бачить наближення ворогів. Останній звук рогу повинен пролунати, коли настане кінець світу і прийде час останньої битви Рагнарок, під час якої Геймдалль та Локі вб'ють один одного.
Одне з його імен — Галлінскайд (Зігнута лозина), також він згадується як Баран в кеннінґах, можливо з відсиланням на вигнуті баранячі роги. Прізвисько Гуллінтані (Золотозубий) Геймдалль отримав за жовтий колір зубів старих баранів. Третє прізвисько Геймдалля — Віндхлер (Притулок вітру).
Геймдаллеві належить 2-ий еттір (атт) Великого Футарку. Див. (Руни Одіна).

## Цікаві факти
- Геймдаллеві присвячено вірш Івана Буніна «Геймдаль»[3].
- Heimdal — реалізація мережевого протоколу автентифікації Kerberos.